# Rolf Hesselvall
Rolf Lennart Hesselvall, född 27 april 1946 i Bromma församling, Stockholm, död 10 januari 2014 i Södertälje
, var en svensk friidrottare (långdistanslöpare). Han tävlade för Mälarhöjdens IK samt Enhörna IF.
Hesselvall vann SM-guld på både 5 000 meter och 10 000 meter åren 1968 och 1969.